# Hedi
Hedi ist ein je nach Herkunft weiblicher oder männlicher Vorname.

## Herkunft und Bedeutung

### Weiblicher Vorname
Als weiblicher Vorname ist Hedi eine Variante des Namens Heda, der seinerseits eine Kurzform von deutschen Vornamen, die mit Hed- beginnen, was oft auf das althochdeutsche Element hadu „Kampf“ zurückgeht.

### Männlicher Vorname
Als männlicher Vorname ist Hedi eine Variante des arabischen Namens هادي hʾadī „Anführer“, „Leiter“.

## Verbreitung
Der Name Hedi ist in erster Linie im deutschen Sprachraum und als Frauenname verbreitet. In Deutschland befindet sich der Name seit den 2000er Jahren im Aufwärtstrend. Im Jahr 2021 belegte er Rang 198 der Vornamenscharts. Besonders in Mecklenburg-Vorpommern ist er beliebt. In Ungarn zählt der Name in der Schreibweise Hédi seit 2013 zur Top-100 der Vornamenscharts und lag im Jahr 2021 auf Rang 82 der Hitliste.
In Frankreich kam der Name insbesondere in den 1980er und 1990er Jahren gelegentlich als Männername vor.

## Varianten
- Deutsch: Heda, Hedy
- Isländisch: Hedí
- Niederländisch: Hedy
- Ungarisch: Hédi

Für Varianten des männlichen Namens: siehe Hadi#Varianten

## Namensträger

### Weibliche Namensträger
- Hedi Flitz (1900–1994), deutsche Politikerin (FDP)
- Hédi Fried (1924–2022), rumänisch-schwedische Schriftstellerin und Psychologin
- Hedi Fritz-Niggli (1921–2005), Schweizer Strahlenbiologin
- Hedi Hauser (1931–2020), rumäniendeutsche Kinderbuchautorin
- Hedi Heres (1939–2010), deutsche Moderatorin und Autorin
- Hedi Honert (* 1989), deutsche Schauspielerin
- Hedi Höpfner (1910–1988), deutsche Tänzerin, Schauspielerin und Schauspiellehrerin
- Hedi Klug (1932–2003), tschechische Operetten-, Opern- und Konzertsängerin (Sopran)
- Hedi Kriegeskotte (* 1949), deutsche Schauspielerin und Hörspielsprecherin
- Hedi Lang (1931–2004), Schweizer Politikerin
- Hedi Leuenberger-Köhli (1907–1997), Schweizer Gewerkschafterin und Frauenrechtlerin
- Hedi Marek (* 1927), österreichische Schauspielerin bei Bühne, Film und Fernsehen
- Hedi Preissegger (* 1951), österreichische Komponistin und Chorleiterin
- Hedi Schoop (1906–1995), deutsche Tänzerin, Kabarettistin, Bildhauerin, Malerin und Fabrikantin
- Hedi Sehr (* 1953), deutsche Notfallseelsorgerin und Feuerwehrfrau
- Hedi Thelen (* 1956), deutsche Politikerin (CDU)
- Hedi Wegener (* 1945), deutsche Politikerin (SPD)
- Hedi Wyss (* 1940), Schweizer Schriftstellerin und Journalistin

### Männliche Namensträger
- Hédi Annabi (1944–2010), tunesischer UN-Diplomat
- Hédi Baccouche (1930–2020), tunesischer Politiker
- El Hedi ben Salem (1935–1977), tunesisch-marokkanischer Schauspieler
- Hédi Kaddour (* 1945), französischer Lyriker und Romancier
- Hédi Khayachi (1882–1948), tunesischer Maler
- Hédi Mabrouk (1921–2000), tunesischer Diplomat und Politiker
- Hédi M’henni (1942–2024), tunesischer Politiker
- Hédi Nouira (1911–1993), tunesischer Politiker
- Hedi Slimane (* 1968), französischer Modedesigner, Künstler und Fotograf
- Hédi Teraoui (* 1989), tunesischer Geher